# Sever (Santa Marta de Penaguião)
Sever ist eine Gemeinde (Freguesia) im portugiesischen Kreis Santa Marta de Penaguião. In ihr leben 581 Einwohner (Stand 19. April 2021).